# Küntenerbach
Der Küntenerbach, auch Küntenbach genannt, ist ein rund drei Kilometer langer rechter Zufluss der Reuss im Schweizer Kanton Aargau. Er ist ein mittelsteiles, mittleres Fliessgewässer des kollinen, karbonatischen Mittellands.

## Geographie

### Verlauf

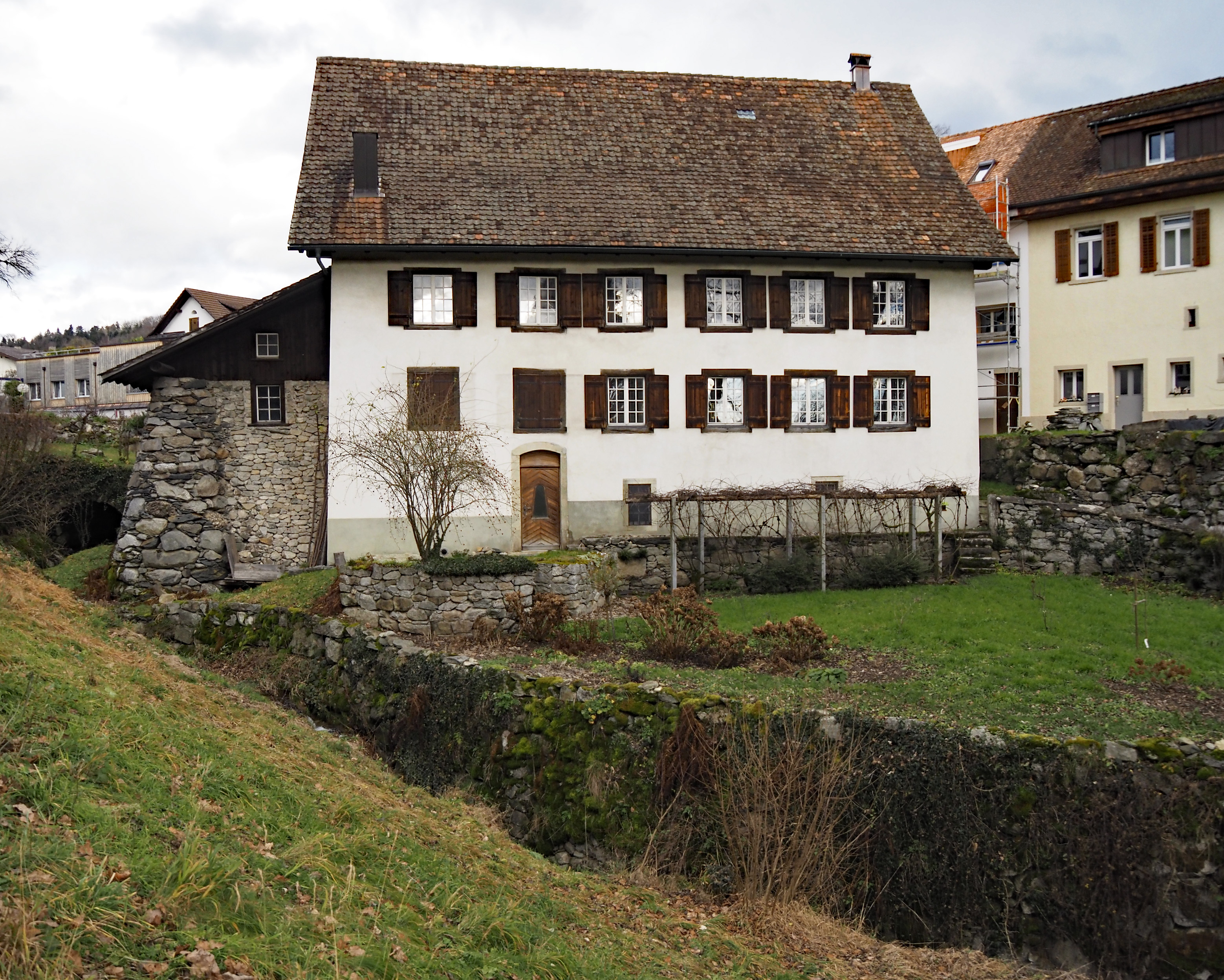
Mühle von Künten

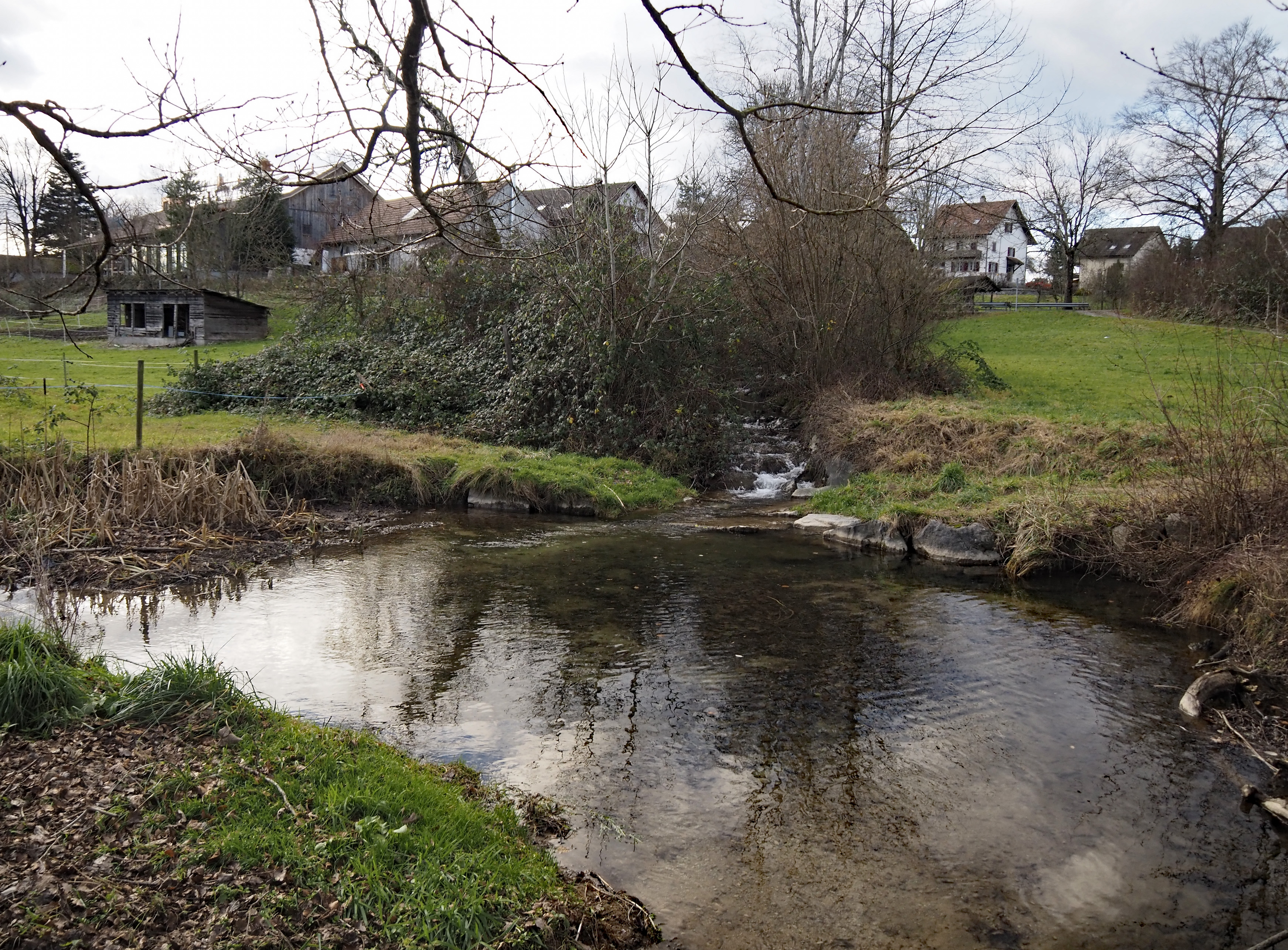
Bachlauf bei Sulz

Der Küntenerbach entspringt auf 629 m ü. M. bei Bellikon, wo sein Oberlauf Chräbsbach heisst. Im Dorf Künten nimmt er von Norden den Bürstbach und von Südosten den Fahrbach auf, in den auch der Brandholzbach mündet. Die Bäche entwässern einen Abschnitt am westlichen Abhang des Heitersbergs. In Künten sammeln sie sich auf der Ostseite einer ehemaligen Moräne des Reussgletschers. Am Bach steht die ehemalige, wohl im 17. Jahrhundert gebaute Mühle von Künten, deren rückschlächtiges Wasserrad im heute zugemauerten Radhaus noch erhalten ist. Das Bauwerk ist ein Kulturgut von nationaler Bedeutung.
Unterhalb von Künten fliesst der Küntenerbach in südwestlicher Richtung steil durch das Tobel, ein Quertal in der Moräne, in das Reusstal hinunter, wo er beim Dorf Sulz auf 357 m ü. M. in den Altarm Alte Reuss mündet, der im Naturschutzgebiet Tote Reuss-Alte Reuss liegt. Bis zur Korrektion des Flusses im 19. Jahrhundert erreichte der Bach an dieser Stelle östlich von Sulz direkt die Reuss; seit der Verkürzung des Flussbetts und dem Bau des hohen rechten Seitendamms mündet er in das Feuchtgebiet Alte Reuss, dessen Abfluss erst nach 800 Metern südlich von Sulz in die kanalisierte Reuss gelangt.
Aus dem Küntenerbach wurden früher bei Sulz Kanäle zur Flurbewässerung, unter anderem im Gebiet des Grossmattbachs, abgeleitet.

### Einzugsgebiet
Das etwa 4,63 km² grosse Einzugsgebiet des Küntenerbachs liegt im unteren Reusstal und umfasst einen Abschnitt des Hügelgebiets rechts von der Reuss. Es beginnt im Osten auf dem Kamm des Heitersbergs und bei dessen höchstem Punkt auf 788 m ü. M. Der Berghang bis zur Auenlandschaft an der Reuss wird über die Reuss, die Aare und den Rhein zur Nordsee entwässert.
Das Einzugsgebiet besteht zu 21,6 % aus bestockter Fläche, zu 60,7 % aus Landwirtschaftsfläche, zu 17,5 % aus Siedlungsfläche und zu 0,2 % aus unproduktiven Flächen.
Die Flächenverteilung
Die mittlere Höhe des Einzugsgebietes beträgt 592,9 m ü. M.

### Zuflüsse
Direkte und indirekte Zuflüsse
- Bürstbächli (Bürstbach) (GEWISS Nummer 1056) (rechter Quellbach), 1,9 km, 1,40 km²
  - Enkrist(bächli) (links), 0,3 km[7]
  - Husermatt(bächli) (links), 0,4 km[7]
- Chräbsbach (GEWISS Nummer 570828) (linker Quellbach), 1,8 km, 2,89 km²
  - Saum(bächli) (links), 0,4 km[7]
  - Fahrbach (links), 2,1 km[7], 2,0 km²
    - Buchgrindle(bächli) (links), 0,7 km
    - Brandholzbach (links), 1,5 km[7], 0,64 km²
      - Schürmatt(bächli) (rechts), 0,6 km[7]

## Hydrologie

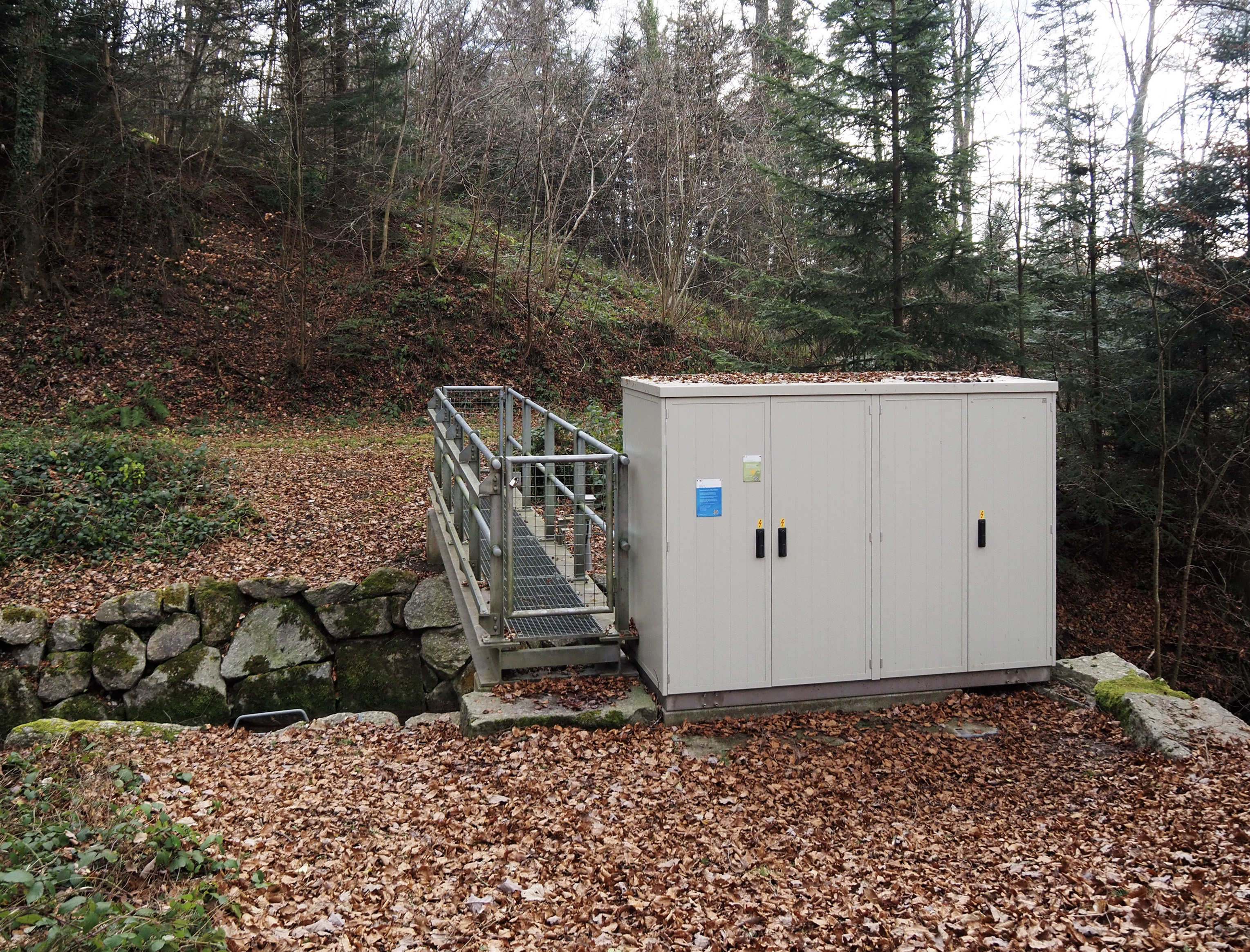
Messstation am Küntenerbach

Unterhalb des Dorfes Künten betreibt der Kanton Aargau im Bach seit 1981 eine Pegelstation.
Kurz vor der Mündung des Küntenerbachs in die Alte Reuss beträgt seine modellierte mittlere Abflussmenge (MQ) 80 l/s. Sein Abflussregimetyp ist pluvial inférieur, und sein Abflussvariabilität beträgt 25.